# Tosirips
Tosirips es un género de polillas de la tribu Archipini.

## Especies
- Tosirips magyarus Razowski, 1987
- Tosirips perpulchrana Perrera, 1901